# Demm
La DEMM è stata un'industria metalmeccanica e casa motociclistica italiana attiva dal 1919 al 1988. Fondata a Milano come OPRAM, si è trasformata in OMD nel 1926 per divenire DEMM nel 1928. Attualmente ha dismesso le attività motociclistiche per concentrarsi nella produzione di ingranaggi e sistemi di trasmissione per il settore dei veicoli agricoli ed industriali.

## La storia
La DEMM (Daldi e Matteucci Milano) nasce come società anonima a Porretta Terme nel 1928 per volere di Giacomo e Dino Daldi assieme a Luigi Matteucci.

Giacomo Daldi volle sin dall'inizio proseguire con l'attività dell'azienda che avviò già dal 1919, con l'aiuto del fratello e dell'amico Matteucci, chiamata O.P.R.A.M. (Officina Per Ricambi Auto e Moto) ma che aveva sede a Milano in via Spallanzani e dove verranno poi lasciati gli uffici amministrativi – commerciali della neonata Demm.

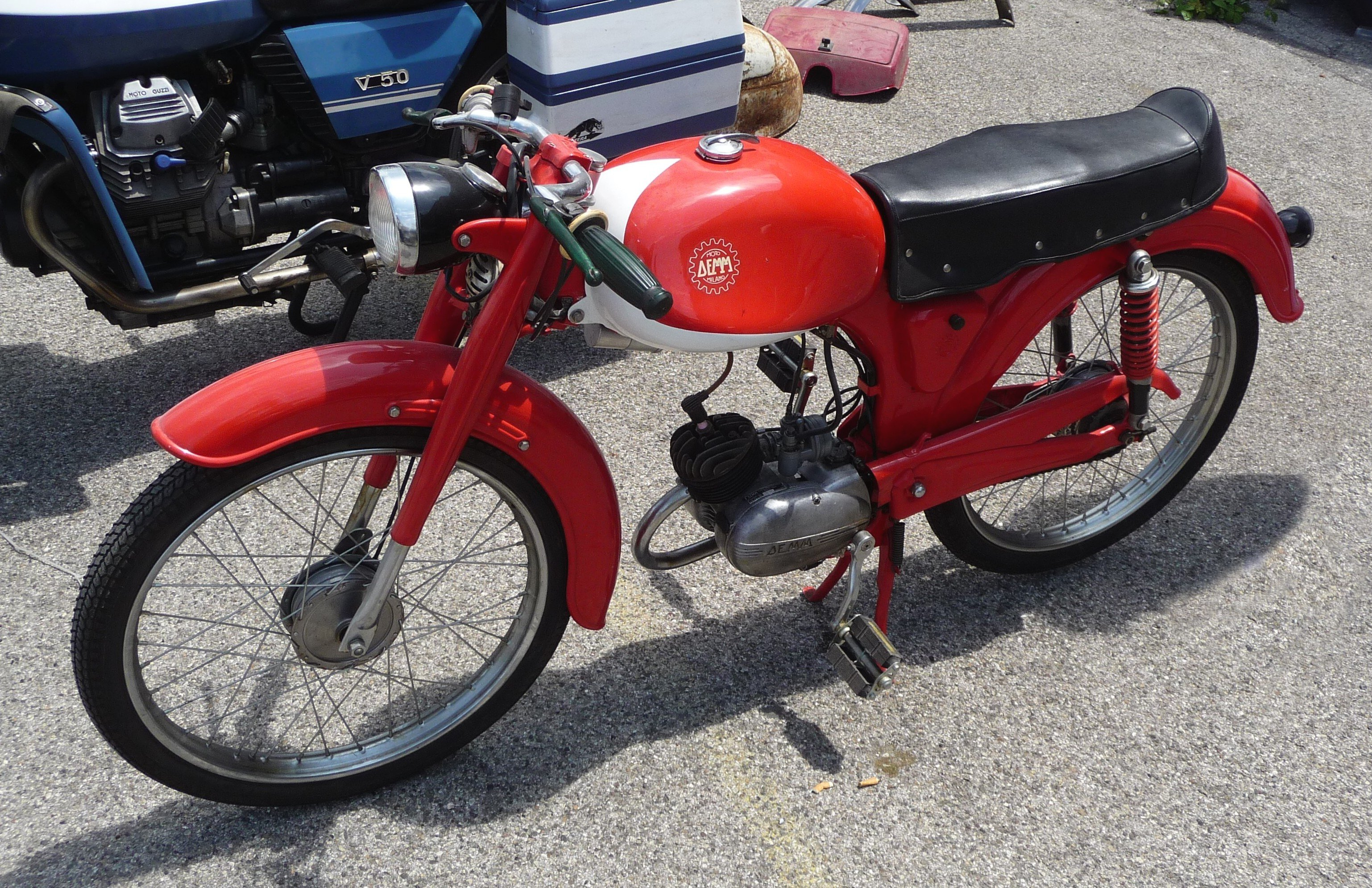
Demm Dick-Dick 2T 50 tre marce del 1960

La società DEMM inizia la propria prima mastodontica linea di produzione di ingranaggi di altissima qualità, per poi passare alle macchine utensili destinate alla produzione di ingranaggeria sia a denti diritti che elicoidali, progettando e brevettando un innovativo sistema di lubrificazione. Da questa ne nasce una parallela e terza linea produttiva di utensili per macchine utensili. Il mercato e le innovazioni portano la Demm sempre più in alto, così tanto da dare vita ad una quarta linea produttiva, che prende l'avvio con la produzione di strumenti di misura: calibri, micrometri e comparatori.
Nel 1953, viene conquistata una nuova soglia di mercato, quello dei motori, con una motoleggera, il Demm 125cc 2T, quattro rapporti e presentato Fiera del ciclo e motociclo di Milano nel 1954. Da lì a breve parte la linea produttiva del solo motore a cilindro verticale inclinato di 30° a tre marce, il Demm 50cc 2T inizialmente per altri assemblatori. Nel 1956 comincia la produzione dell'intero ciclomotore con il modello denominato Demm Dick-Dick vero capostipite di tutte le serie successive. Tutti i semicarter dei motori 50 cm³ vengono fatti in pressofusione  di alluminio e assemblati in catena di montaggio senza lavorazioni aggiuntive con avvitatori pneumatici con l'uso di viti a brugola e ausilio di ingranaggeria sbarbata creata all'interno dell'azienda dimostrando di essere tecnologicamente all'avanguardia per l'epoca.
Parallelamente alla produzione di serie l'azienda affianca il settore agonistico creando al proprio interno la squadra corse che si impegna in varie attività sportive come la partecipazione al campionato italiano montagna, campionato italiano in circuito e tentativi di records mondiali.

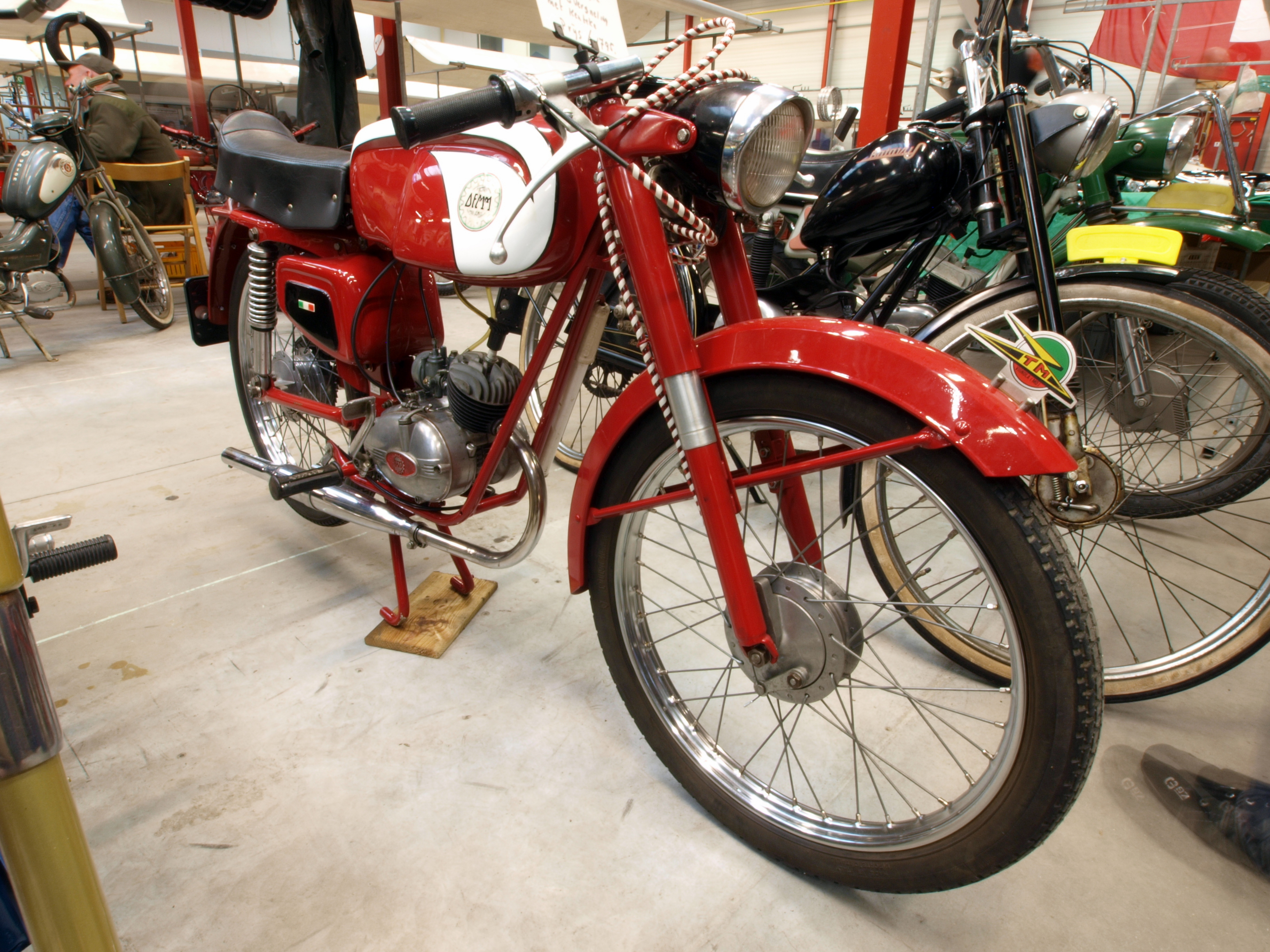
Demm DEMM 50 Sport Special del 1965

La produzione motociclistica DEMM ottiene immediatamente il consenso della clientela conquistando così sempre più ampi settori di mercato fino ad arrivare alla metà degli anni sessanta in cui diventa il quarto produttore italiano in termini di parco circolante. I modelli DEMM sbarcano inoltre in svariati paesi esteri, come India, Stati Uniti d'America e soprattutto Danimarca.
I modelli subiscono continue evoluzioni tecnologiche ed estetiche fino al 1982, anno in cui cessa la totalità della produzione ciclo motoristica DEMM; la fabbrica continua le vendite di magazzino, all'incirca fino all'anno 1988, quando chiude definitivamente i portoni.
Lo stabilimento produttivo invece si focalizza sulla produzione di ingranaggi, sistemi di trasmissione e di macchine utensili per la produzione di ingranaggi. Entra a far parte prima del gruppo PAI e in seguito del gruppo ZF. Nel 1993 viene acquisita dal gruppo Paritel, che dopo averla riorganizzata nel 2000 la cede al Gruppo Graziano Trasmissioni che integra lo stabilimento nella sua organizzazione industriale.
Nel 2012, il Gruppo Graziano Trasmissioni, nel frattempo diventato Oerlikon Graziano, cede lo stabilimento di Porretta nuovamente alla Paritel, che ricostituisce la DEMM avviando un nuovo piano di rilancio.

## Il Museo delle moto e dei ciclomotori DEMM
Il museo DEMM è stato costituito nel maggio 2005 realizzato grazie alla passione e caparbietà degli amici Mazzini Mosè e suo padre Giuliano che hanno riportato agli antichi splendori molti esemplari della produzione motociclistica dell'azienda con alcune vere e proprie rarità come il famigerato "siluro" che ha conquistato nel 1956 24 record mondiali sul circuito di Monza e altre moto sportive che hanno consentito alla DEMM di primeggiare nei campionati italiani della montagna negli anni 1961, 1962 e 1963.

## Registro storico Demm
Il registro storico DEMM, unico e riconosciuto dall'attuale proprietà del marchio, è stato fondato nel 1995 da un gruppo di appassionati "Porrettani" aderenti al club "Auto Moto Storiche Bagni Della Porretta" con lo scopo di riunire appassionati e proprietari di mezzi dello storico marchio e di fornire informazioni tecniche ed assistenza ai simpatizzanti.